# Molineux (Rose)
Die Rosensorte ‘Molineux’ (syn. ‘Ausmol’) ist eine goldgelbe Strauchrose, die 1994 von David Austin gezüchtet und im gleichen Jahr in den europäischen Markt eingeführt wurde. Die ‘Molineux’ gilt als eine der ersten von David Austin gezüchteten Englischen Rosen. Sie gehört zu der Rosenfamilie der Englischen Moschata-Hybriden. Die Rosensorte ‘Molineux’ wurde auf zahlreichen internationalen Rosenschauen ausgezeichnet.

## Ausbildung
Die aufrecht wachsende Rose ‘Molineux’ bildet einen niedrigen, kompakten Strauch aus. Die Rosenpflanze wird etwa 60 cm bis maximal 100 cm hoch und 60 bis 75 cm breit.
Die Blüten sind meist in kleinen Dolden angeordnet. Bis zu 120 Petalen formen die mittelgroßen, rosettenförmigen Blüten aus. Die spitzen, eiförmigen Knospen öffnen sich zu 7 cm großen, kräftig goldgelben Blüten. Die Rosensorte ‘Molineux’ besitzt fast dornenlose Triebe und großes, dichtes, mittelgrünes, ledriges Laub. Die Rosensorte ‘Molineux’ zeichnet sich durch einen zarten Duft nach Alten Rosen und Moschus aus.
Diese kräftig remontierende Englische Rose ist mäßig winterhart (USDA-Klimazone 5b bis 10b). Strenge Frostperioden verträgt die Rosensorte weniger. Die ‘Molineux’ gedeiht auf durchlässig-humosem Boden an bevorzugt sonnigen Standorten. Die Rosensorte ‘Molineux’ blüht anhaltend von Juni bis in den späten Herbst und ist resistent gegenüber den meisten Rosenkrankheiten.
Die Rosensorte ‘Molineux’ eignet sich zur Einzel- und Gruppenbepflanzung von Blumenrabatten, formalen und Bauerngärten sowie zur Bepflanzung von Kübeln. Sie findet auch in der Floristik als Schnittblume in üppigen, natürlichen Blumenarrangements Verwendung.
Die Rosensorte ‘Molineux’ wird in zahlreichen Rosarien und Gärten der Welt, unter anderem im Auckland Regional Botanic Garden, im Denver Botanic Garden, im Howard Rose Garden, im Huntington Botanical Gardens, im Jardin Botanique de Montreal, im Volksgarten (Wien) und im Europa-Rosarium Sangerhausen gezeigt.

## Namensgebung
Die Rosensorte ‘Molineux’ wurde zu Ehren von Sir Jack Hayward, dem ehemaligen Präsidenten des Fußballclubs Wolverhampton Wanderers, nach dem Molineux-Fußballstadion benannt, dem Lieblingsclub des Rosenzüchters David Austin.

## Auszeichnungen (Auswahl)
- Durbanville Rosenschau (Goldmedaille), 1994
- Royal National Rose Society Show (President’s International Trophy), 1999
- Glasgow Rosenschau (Goldmedaille), 1999
- Australische Nationale Rosenschau (Bronzemedaille), 1999
- Royal Horticultural Society Show (Award of Garden Merit), 2001